# 1897 Гайнд
1897 Гайнд (1897 Hind) — астероїд головного поясу, відкритий 26 жовтня 1971 року чехословацьким астрономом Любошем Когоутеком. Названий на честь англійського астронома Джона Рассела Гайнда.
Тіссеранів параметр щодо Юпітера — 3,587.